# Avaragere, Ramanagara
Avaragere là một làng thuộc tehsil Ramanagara, huyện Ramanagara, bang Karnataka, Ấn Độ.